# Relazioni bilaterali tra Estonia e Russia
Le relazioni tra Estonia e Russia (in estone: Eesti-Vene suhted; in russo Российско-эстонские отношения?, Rossijsko-ėstonskie otnošenija) vengono intrattenute da secoli, ma la prima volta in cui le due realtà interagirono entrambe da Stati indipendenti risale al 2 febbraio 1920, giorno in cui la RSFS Russa riconobbe de iure la Repubblica di Estonia. Inoltre, la prima rinunciò per sempre a tutte le rivendicazioni territoriali sull'Estonia, sottoscrivendo il trattato di Tartu. A quel tempo, i bolscevichi avevano appena acquisito il controllo della maggior parte del territorio russo, e la legittimità del loro governo era fortemente contestata dalle potenze occidentali e dai bianchi.

## Dal Medioevo al Novecento

### Estonia e Rus' di Kiev

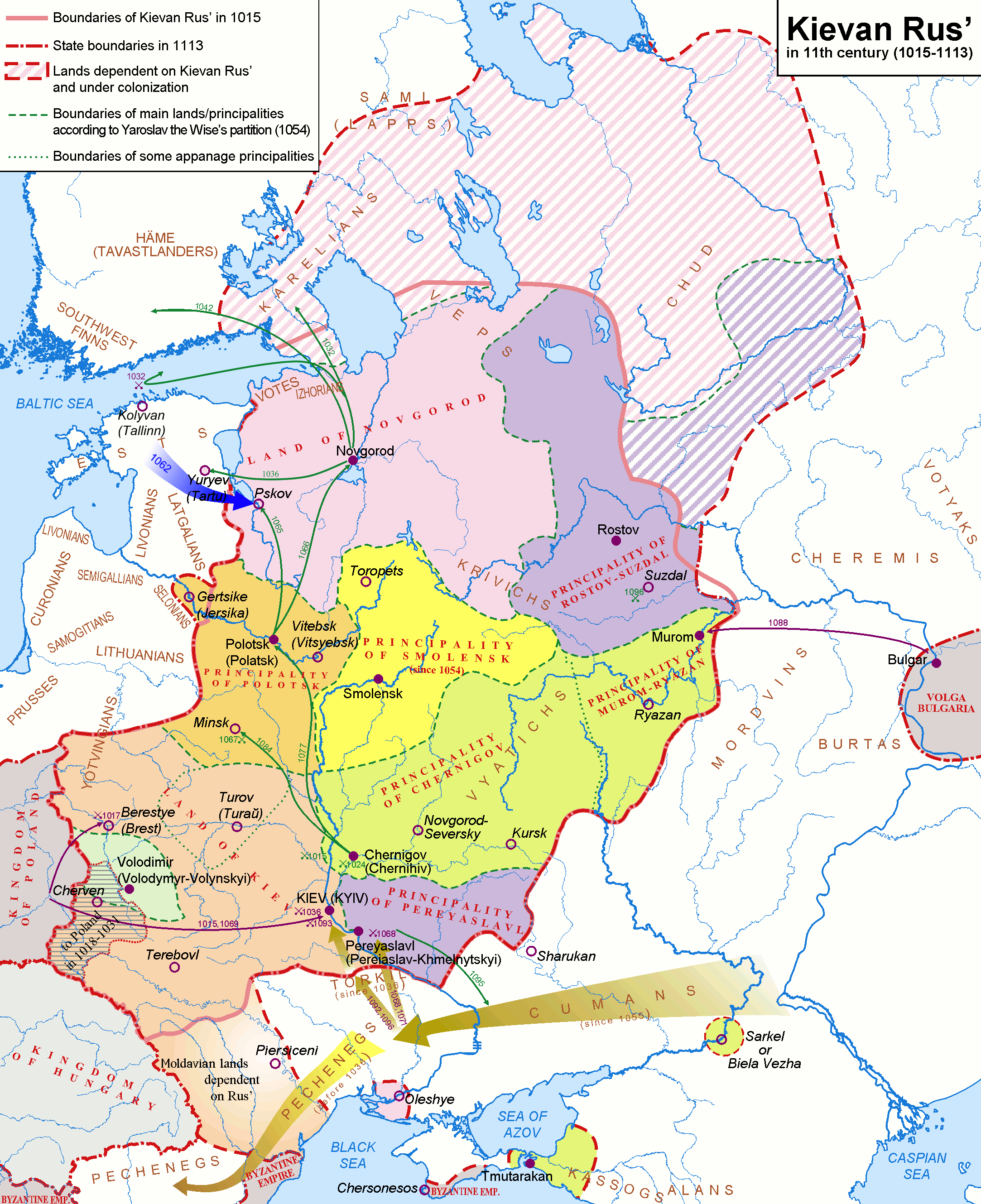
L'Ugaunia, temporaneamente detenuta dalla Rus' di Kiev tra il 1030 e il 1061

Nel 1030 Jaroslav il Saggio della Rus' di Kiev organizzò una spedizione militare nel territorio dei Ciudi e costruì una struttura difensiva che chiamò Jurjev sul sito della loro abbattuta fortezza (nella moderna Tartu). Nel 1060, la Rus' di Kiev tassò i Sosoli (una tribù estone), causandone una ribellione l'anno successivo che spinse gli abitanti ad attaccare anche Jurjev distruggendola. Durante il regno di Jaroslav, si costruirono le prime chiese cristiane ortodosse in Estonia. Tuttavia, questa non fu cristianizzata fino al XIII secolo dai crociati tedeschi e danesi.

### Estonia e Regno russo
Nel 1558 Ivan il Terribile invase la Confederazione Livoniana (le odierne Estonia e Lettonia) e a quel punto scoppiò la guerra di Livonia (1558-1582), un conflitto a cui presero parte il Regno russo e una coalizione composta da Danimarca, Granducato di Lituania, Regno di Polonia (in seguito Confederazione polacco-lituana) e Svezia. L'armistizio di Jam Zapolski nel 1582 firmato dalla Russia e dalla Confederazione polacco-lituano vide la prima rinunciare alle sue rivendicazioni sulla Livonia e, l'anno successivo, lo zar fece pace anche con la Svezia. In base al trattato di Pljussa, la Russia cedeva Narva e la costa meridionale del Golfo di Finlandia, il suo unico accesso al Mar Baltico. La situazione fu parzialmente invertita 12 anni dopo, quando ai sensi della pace di Teusina cessò una nuova guerra tra Svezia e Russia.

### Estonia e Impero Russo

#### Grande guerra del nord
La sconfitta della Svezia nella grande guerra del nord nel 1721 portò al trattato di Nystad, il quale permise all'Impero russo di prendere possesso dei territori baltici svedesi in Estonia (oggi Estonia settentrionale) e Livonia (oggi Estonia meridionale e Lettonia settentrionale). Il sistema legale, la chiesa luterana, i governi locali e municipali e l'istruzione rimasero per lo più tedeschi fino alla fine del XIX secolo e in parte fino al 1918.
Nel 1819, le province baltiche furono le prime nello Zarato in cui fu abolita la servitù della gleba e in cui la nobiltà godette di maggiore autonomia, i quali consentirono a loro volta di assegnare ai contadini della terra o di trasferirsi nelle città. Tali misure permisero lo sviluppo economico e la rinascita dell'identità e della cultura nazionale locale, poiché l'Estonia si trovò risucchiata dalla corrente di risveglio nazionale che cominciò a diffondersi in Europa a metà del XIX secolo.

## XX e XXI secolo

### Dichiarazione di indipendenza estone
Durante la prima guerra mondiale, mentre le truppe russe battevano in ritirata e quelle tedesche si spingevano a est il 24 febbraio 1918, il cosiddetto Comitato per la salvezza del Consiglio nazionale estone Maapäev emanò la Dichiarazione d'indipendenza.

#### Estonia e RSFS Russa: la guerra d'indipendenza estone e il trattato di Tartu
La guerra d'indipendenza estone (1918-1920), scoppiata in concomitanza con la guerra civile russa, segnò il passo necessario affinché fosse riconosciuta da Mosca la sovranità della Repubblica di Estonia all'indomani della Grande Guerra e della rivoluzione russa del 1917. Le ostilità cessarono nel 1920 con la vittoria dell'Estonia sui suoi avversari.
Il trattato di Tartu fu l'accordo di pace siglato da Estonia e RSFS Russa il 2 febbraio 1920 che pose fine alla guerra d'indipendenza estone. Ai sensi di esso, la Russia (Repubblica Socialista Federativa Sovietica Russa) riconobbe la sovranità dell'Estonia e rinunciò a qualsiasi rivendicazione territoriale sull'Estonia.

### Estonia e Unione Sovietica

#### Relazioni politiche
Nel 1920, al secondo congresso del Comintern si decise i partiti comunisti all'estero avrebbero dovuto costituirsi ex novo oppure separandosi dai partiti socialdemocratici di turno; in ogni caso, essi avrebbero dovuto rendere conto a Mosca e non ai loro collegi elettorali interni.
Gli ultimi anni di indecisione e la morte di Vladimir Lenin (21 gennaio 1924) innescarono una lotta per il potere tra Lev Trockij e Iosif Stalin. Fino a quando tale dualismo perdurò, la politica estera sovietica andò alla deriva.
Il 1º dicembre 1924 il Comintern supervisionò colpo di Stato in Estonia poi fallito.

#### Trattati tra Estonia e URSS
Prima della seconda guerra mondiale, la Repubblica d'Estonia e l'URSS avevano firmato e ratificato diversi trattati, qui elencati in ordine cronologico:
- Patto Briand-Kellogg (27 agosto 1928): si ripudiava la guerra come strumento di risoluzione delle controversie (ratificato anche da Estonia e URSS il 24 luglio 1929)[9]
- Trattato di non aggressione: stipulato il 4 maggio 1932.[10]
- Convenzione per la definizione di aggressione: il 3 luglio 1933, per la prima volta nella storia del diritto internazionale, veniva fornita una definizione di aggressione in un trattato vincolante sottoscritto all'ambasciata sovietica a Londra dall'URSS e, tra i vari firmatari, dalla Repubblica d'Estonia.[11][12] L'articolo II definisce così le forme di aggressione: sarà riconosciuto come aggressore quello Stato che per primo commetterà una delle seguenti azioni (...):
  - Par. 2:  invasione da parte delle forze armate del territorio di un altro Stato, anche senza previa dichiarazione di guerra.
  - Par. 4: istituzione di un blocco navale di coste o porti di un altro Stato.[13]

### Scoppio della seconda guerra mondiale
Il destino delle relazioni tra l'URSS e la Repubblica di Estonia prima della seconda guerra mondiale fu deciso dal patto di non aggressione tedesco-sovietico e dal suo protocollo aggiuntivo segreto dell'agosto 1939.
- 1 settembre 1939, la Germania invase la Polonia.
- Il 3 settembre Gran Bretagna, Francia, Australia e Nuova Zelanda dichiararono guerra alla Germania;
- Il 14 settembre, il sottomarino polacco ORP Orzeł raggiungeva Tallinn;
- Il 17 settembre l'Unione Sovietica diede il via alla campagna di Polonia;
- Il 18 settembre si verificò l'incidente dell'Orzeł: il sottomarino polacco fuggì dall'internamento a Tallinn e alla fine si recò in Regno Unito. La neutralità dell'Estonia fu messa in dubbio dall'Unione Sovietica e dalla Germania;
- Il 24 settembre 1939, navi da guerra della Marina Rossa apparvero al largo dei porti estoni, i bombardieri sovietici iniziarono a sorvolare minacciosamente su Tallinn e sulla campagna circostante.[14] Alla luce dell'incidente dell'Orzeł, la stampa e la radio di Mosca avviarono una campagna propagandistica contro l'Estonia, tacciandola di essere "ostile" all'Unione Sovietica. Mosca chiese all'Estonia di consentire all'URSS di stabilire basi militari e di stazionare 25.000 soldati sul suolo estone per la durata della guerra europea.[14] Il governo dell'Estonia accettò l'ultimatum firmando il corrispondente accordo il 28 settembre 1939.

I contenuti del patto, dalla durata decennale, sono così riassumibili:
- L'URSS otteneva il diritto di posizionare uomini dell'Armata Rossa in basi navali e aeroporti sulle isole strategiche situate a ridosso di Tallinn, del golfo di Finlandia e del golfo di Riga;
- L'URSS era obbligata a intensificare gli scambi commerciali annui con l'Estonia e fornire canali d'emergenza nel caso in cui, minacciato il mar Baltico dalla guerra, sarebbe stato impossibile per gli estoni proseguire le relazioni economiche con il resto del continente. In quel caso, sarebbe stato possibile tessere rapporti con altre zone dell'URSS o insediamenti ad esempio situati sul mar Nero e sul Mar Bianco;
- I due stati avevano l'obbligo di assistenza reciproca in caso di "aggressioni scatenate da qualsiasi grande potenza europea";
- La sovranità dell'Estonia non veniva intaccata dal trattato. L'atto, si legge, "non deve influenzare" i "rapporti economici e l'apparato statale".[16]

#### Annessione sovietica del 1940

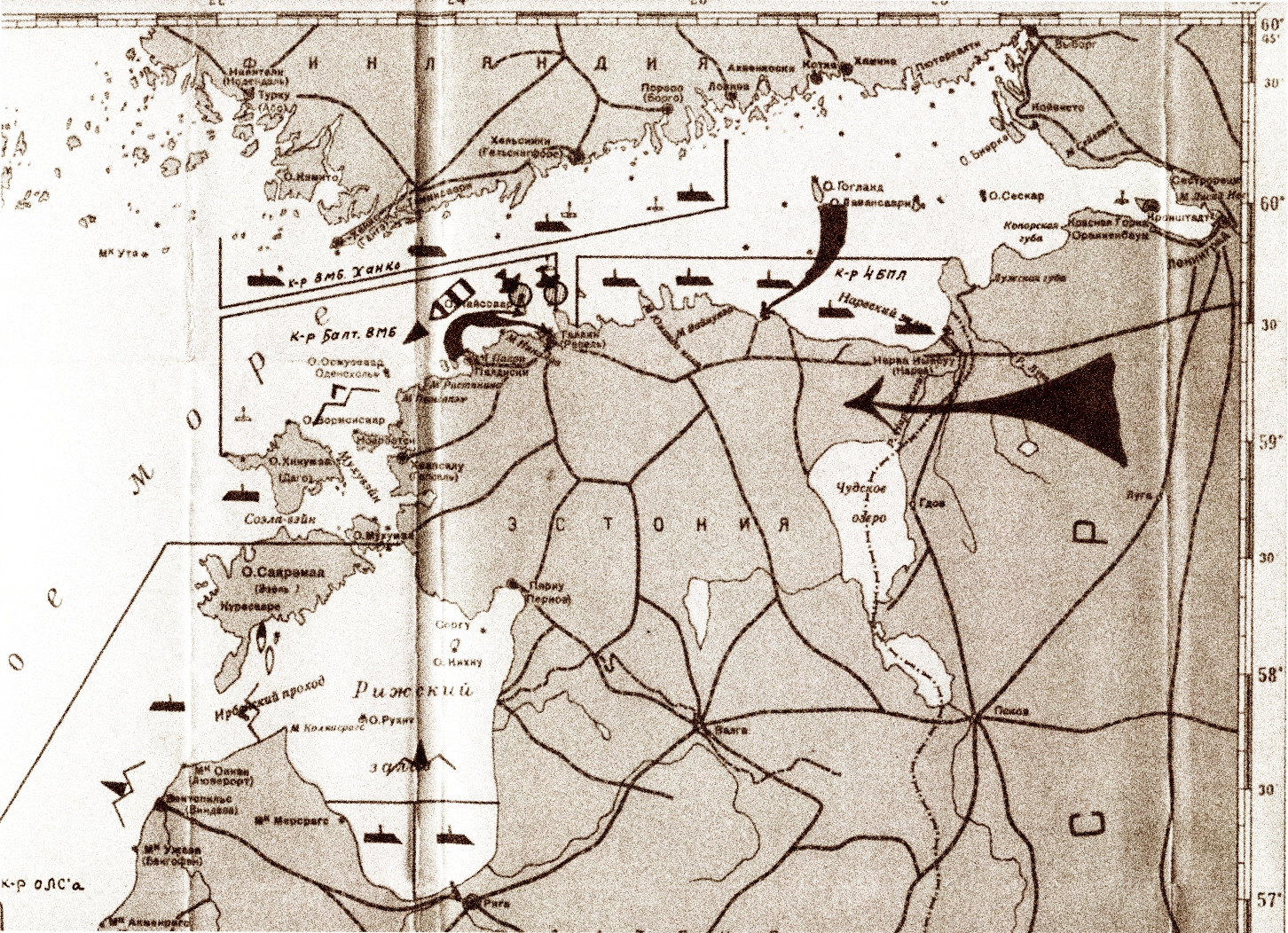
Schemi del blocco militare navale sovietico di Estonia e Lettonia nel 1940 (archivi navali statali russi)

Il 12 giugno 1940 la Flotta del Baltico ricevette l'ordine di eseguire un blocco militare totale dell'Estonia e, a due giorni di distanza, questo fu effettivamente posto in essere. Due bombardieri sovietici abbatterono l'aereo passeggeri finlandese Kaleva che volava da Tallinn a Helsinki e trasportava tre valigette diplomatiche dalle legazioni statunitensi a Tallinn, Riga e Helsinki.
Il 16 giugno 1940, l'Unione Sovietica invase l'Estonia: l'Armata Rossa uscì dalle basi militari in cui era confinata e fece compagnia ai circa 90 000 soldati sovietici aggiuntivi entrati nel paese. Vjačeslav Molotov aveva accusato gli stati baltici di cospirazione contro l'Unione Sovietica e consegnato un ultimatum in Estonia per l'istituzione di un governo approvato dai sovietici. Ai sensi il patto Briand-Kellogg, il governo estone preferì di non ricorrere alla guerra come mezzo di risoluzione, valutata realisticamente la soverchiante superiorità numerica dei sovietici sia ai confini che all'interno del paese: si preferì dunque non resistere ed evitare spargimenti di sangue.
Il 17 giugno, il giorno in cui la Francia si arrese alla Germania, l'Estonia accettò l'ultimatum e la sovranità dell'Estonia cessò de facto di esistere. L'occupazione militare della repubblica estone fu completata entro il 21 giugno 1940 e resa "ufficiale" da un colpo di Stato comunista diretto dalle truppe sovietiche.
Gran parte delle Forze di difesa estoni e della Lega di difesa estone si arresero di concerto con le disposizioni del governo estone e furono disarmate dall'Armata Rossa. Solo il battaglione indipendente estone di stanza a Tallinn in via Raua fece resistenza ai danni della milizia comunista dell'Armata Rossa e di "Autodifesa popolare", combattendo contro le truppe invasori il 21 giugno 1940. Quando l'Armata Rossa dispiegò rinforzi aggiuntivi supportati da sei mezzi corazzati, la schermaglia proseguì per diverse ore fino al tramonto. Alla fine la resistenza militare fu piegata ricorrendo a negoziati e il battaglione indipendente si consegnò e fu disarmato. Diversi furono i feriti di entrambi gli schieramenti: morirono circa dieci russi e due militari estoni di cui si conosce il nome, Aleksei Männikus e Johannes Mandre.
Lo stesso giorno, il 21 giugno 1940, la bandiera dell'Estonia fu sostituita con una bandiera rossa su Ermanno il Lungo (Pikk Hermann), la quale simboleggiava l'operatività del governo indipendente dal 1918 simbolo del governo in vigore in Estonia.
Il 14-15 luglio, a seguito di decreti emanati in maniera contraria alle leggi locali, si tennero le elezioni parlamentari in tutti e tre i paesi baltici: a concorrere furono autorizzati solo i comunisti e i partiti alleati e i risultati furono palesemente truccati. Coloro che non avevano timbrato il passaporto per aver votato erano passibili di fucilazione. Furono istituiti tribunali per punire i "nemici del popolo", coloro che non avevano rispettato il "dovere politico" di votare il Partito Comunista dell'Estonia. Il "parlamento" così eletto proclamò l'Estonia una repubblica socialista il 21 luglio 1940 e chiese all'Unione Sovietica di essere annessa a quest'ultima. L'Unione Sovietica "accettò" la proposta dell'Estonia il 6 agosto e la ribattezzò come Repubblica Socialista Sovietica Estone. L'occupazione e l'annessione dell'Estonia nel 1940 all'Unione Sovietica furono considerate illegittime e non furono mai ufficialmente riconosciute dalla Gran Bretagna, dagli Stati Uniti, Canada e da altre democrazie occidentali.

#### Terrore sovietico
Durante il primo anno di occupazione (1940-1941) oltre 8 000 persone (curiosamente più o meno lo stesso numero di coloro che riuscirono a lasciare il paese in quel biennio dirigendosi verso Occidente), compresa la maggior parte degli esponenti politici e ufficiali militari più influenti del paese, vennero arrestate, talvolta senza nemmeno venir indicato il motivo della reclusione: circa 2 200 tra questi ultimi furono giustiziati in Estonia, mentre gli altri furono trasferiti in campi di prigionia in Russia, da cui in pochissimi tornarono vivi. Il 19 luglio 1940, il comandante in capo dell'esercito estone Johan Laidoner fu catturato dall'NKVD e deportato insieme a sua moglie nella città di Penza. Laidoner morì nel campo di prigionia di Vladimir, in Russia, il 13 marzo 1953. Il presidente 
dell'Estonia, Konstantin Päts, venne arrestato e deportato dai sovietici a Ufa il 30 luglio, dove si spense qualche decennio dopo in un ospedale psichiatrico di Kalinin (oggi Tver'), nel 1956. In tutto circa 800 ufficiali estoni furono arrestati, di cui quasi la metà fu giustiziata, tenuta prigioniera o morta di inedia nei campi di prigionia.
il 14 giugno 1941, ebbe luogo la deportazione di massa di giugno simultaneamente in tutti e tre i paesi baltici;, quasi 10 000 estoni furono deportati nel giro di un paio di giorni. Dei 33 000 estoni reclutati nell'esercito sovietico quando l'URSS fu attaccata dai tedeschi, molti morirono a causa delle precarie condizioni di vita dovute a malattie, fame e freddo.
Quando l'Estonia fu proclamata Repubblica Sovietica, gli equipaggi di 42 navi estoni in acque straniere si rifiutarono di tornare in patria (circa il 40% della flotta estone prima della guerra). Queste imbarcazioni furono requisite dagli inglesi e adoperate nei convogli atlantici. Durante il periodo della guerra, circa 1000 marinai estoni prestarono servizio presso la marina mercantile britannica militarizzata, 200 dei quali come ufficiali. Durante la guerra, circa 1 000 marinai estoni prestarono servizio nella marina mercantile britannica, di cui 200 come ufficiali. Un piccolo gruppo di estoni - complessivamente non più di 200 - prestò servizio nella Royal Air Force, nell'esercito britannico e nell'esercito americano.

#### Occupazione sovietica 1944-1991
Le forze sovietiche riconquistarono l'Estonia nell'autunno del 1944 dopo i numerosi scontri che interessarono soprattutto il nordest del paese sul fiume Narva e sulla linea Tannenberg (Sinimäed). Il timore delle rappresaglie tedesche e di una nuova occupazione dall'Armata Rossa, aveva fatto lasciare l'Estonia a 60 000-80 000 persone che si avventurarono via mare verso la Finlandia e la Svezia diventando, almeno coloro che sopravvissero alla traversata senza venire colpiti da navi o bombardamenti sovietici, rifugiati di guerra e, successivamente, in parte espatriati in circostanze controverse. 25 000 estoni raggiunsero la Svezia e altri 42 000 in Germania. Nel corso del conflitto, circa 8 000 svedesi estoni e i loro familiari, a cui si accodarono 3 000 cittadini di etnia estone, emigrarono in Svezia. Non mancarono durante l'avanzata sovietica casi di stupro. Dopo il ritiro dei tedeschi, circa 30 000 Fratelli della foresta rimasero nascosti nelle foreste estoni, preparandosi ad adottare la tattica dei sabotaggi e dei combattimenti su piccola scala a danno dei sovietici.
Nel 1949, erano ancora impiegate 27 650 truppe contro i fratelli della foresta, responsabili della morte di 4 800 russi e della cattura di 14 000 prigionieri, e solo la deportazione di massa del 1949 (operazione Priboi), quando furono allontanate circa 21 000 persone, permise un declino dei movimenti di resistenza, diffusisi anche in Lettonia e Lituania. In 6 600 si arresero nel novembre del 1949. La scomparsa definitiva dei rivoltosi si verificò a seguito del fallimento dell'insurrezione ungherese, quando i 700 uomini ancora attivi decisero di cessare le attività di guerriglia. Secondo i dati sovietici, fino al 1953, si disarmarono 20 351 ribelli e di questi 1 510 morirono nelle battaglie. August Sabbe, uno degli ultimi combattenti ancora operativo in Estonia ad essere trovato, fu scoperto dagli agenti del KGB nel 1978 e scelse di annegare nel corso della fuga.

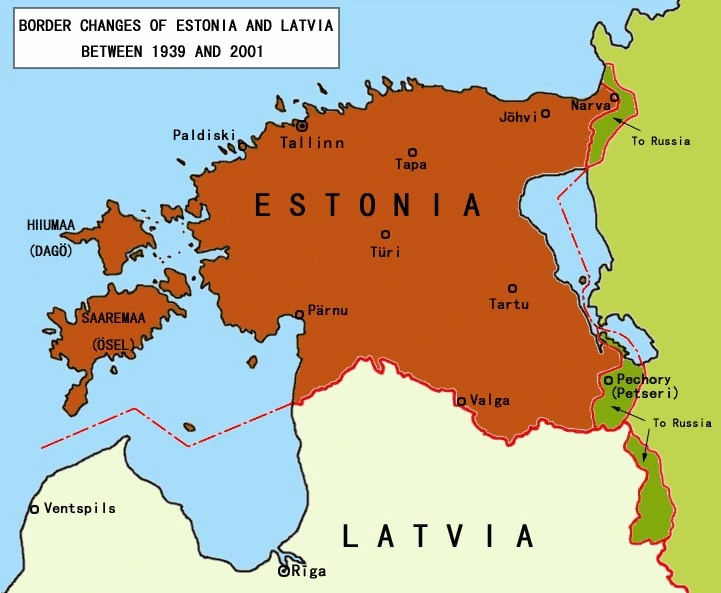
Cambiamenti del confine dell'Estonia dopo la seconda guerra mondiale

Durante il primo decennio postbellico del regime sovietico, l'Estonia fu amministrata da governatori estoni nati in Russia inviati da Mosca. Nati in famiglie di nativi estoni trasferitesi in Russia, essi erano cresciuti nel periodo delle purghe staliniane e molti di loro avevano servito nell'Armata Rossa, più precisamente nel corpo dei fucilieri estoni: in pochi avevano appreso la lingua estone.
Sebbene gli Stati Uniti e il Regno Unito, alleati dell'URSS contro la Germania durante la seconda guerra mondiale, riconobbero l'occupazione della Repubblica di Estonia da parte dell'URSS alla conferenza di Jalta nel 1945 di fatto, le altre potenze occidentali non riconobbero l'annessione dell'Estonia da parte dell'URSS nel 1940 e nel 1944 de iure in armonia con la dichiarazione di Welles del 23 luglio 1940. I diplomatici e i consoli estoni continuarono ad operare in molti paesi in nome dei loro vecchi governi. La situazione anomala cessò al definitivo ripristino dell'indipendenza dell'Estonia nel 1991.
Il 23 febbraio 1989 la bandiera della RSS Estone venne ammainata su Ermanno il Lungo e rimpiazzata da quella blu, nera e bianca il giorno successivo, ancora oggi celebrato come festa dell'indipendenza estone.
Il primo parlamento liberamente eletto durante l'epoca sovietica in Estonia approvò delle risoluzioni sull'indipendenza l'8 maggio 1990 e ribattezzò la RSS Estone "Repubblica di Estonia". Quando avvenne il putsch di agosto del 1991 ad opera della Banda degli Otto, il parlamento estone emise la Dichiarazione di indipendenza dall'Unione Sovietica alle 23:03 ora di Tallinn (UTC+2). Il 6 settembre 1991, il Consiglio di Stato dell'Unione Sovietica riconobbe l'indipendenza dell'Estonia, subito seguita dai riconoscimenti internazionali della Repubblica di Estonia.
Nel 1992, Heinrich Mark, il primo ministro della Repubblica di Estonia facente funzioni di presidente in esilio, si dimise in favore del neoeletto Lennart Meri. Le ultime truppe russe si ritirarono dall'Estonia nell'agosto 1994.

Bandiera della Repubblica Socialista Federativa Sovietica Russa (1954-1991)
Bandiera della Repubblica Socialista Sovietica Estone (1953-1990)

### Estonia e Federazione Russa
Le relazioni russo-estoni furono ristabilite nel gennaio 1991, quando i presidenti Boris El'cin della RSFS Russa e Arnold Rüütel dell'Estonia si incontrarono a Tallinn e firmarono un trattato che disciplinava le relazioni dei due paesi dopo la prevista indipendenza dell'Estonia dall'Unione Sovietica. L'intesa garantiva il diritto di scegliere senza condizioni la procedura di acquisizione della cittadinanza per tutti i residenti dell'ex RSS Estone.
La Russia riconobbe una seconda volta la Repubblica di Estonia il 24 agosto 1991, dopo il fallito putsch di agosto, e fu uno dei primi paesi a farlo. Le relazioni diplomatiche cominciarono il 24 ottobre 1991, a un mese e mezzo circa di distanza (6 settembre) da quando l'URSS riconobbe l'indipendenza dell'Estonia.
Con la dissoluzione dell'Unione Sovietica nel dicembre 1991, la Federazione Russa le subentrò e fu riconosciuta come stato successore dell'URSS negli affari diplomatici: assunse inoltre il potere di veto che spettava all'URSS nel Consiglio di sicurezza dell'ONU.
I legami dell'Estonia con Boris El'cin si indebolirono col tempo, soprattutto per via di questione relative al ritiro delle truppe russe dalle repubbliche baltiche e per via della negazione della cittadinanza automatica da parte dell'Estonia a persone che si erano trasferite nella nazione nel 1941-1991: in particolare, i discendenti di questi ultimi risultarono un tema molto spinoso.

#### Ritiro delle truppe russe
Immediatamente dopo aver riconquistato l'indipendenza, l'Estonia iniziò a insistere sul fatto che l'Unione Sovietica (e poi la Russia) ritirasse le proprie truppe dal territorio estone e che il processo fosse completato entro la fine dell'anno. Il governo sovietico rispose che tale operazione non potesse essere completata prima del 1994 per assenza di alloggi disponibili.
Nell'autunno del 1991, l'Unione Sovietica dichiarò che la nuova politica di cittadinanza dell'Estonia, ancora in fase di sviluppo, costituiva una violazione dei diritti umani. In base a tale politica, alla maggior parte della grande minoranza (principalmente russofona) del paese di immigrati sovietici giunti tra il 1941 e il 1991, così come i loro discendenti, non sarebbe discesa automaticamente la cittadinanza è stata negata la cittadinanza automatica. Per ottenerla attraverso un processo di naturalizzazione che includeva un test in lingua estone e sulla costituzione, nonché una residenza a lungo termine. Il governo sovietico chiese che, di pari passo con il definitivo ritiro dei soldati dall'Estonia, si riconsiderasse la questione della cittadinanza. Per tutta risposta, l'Estonia rigettò le accuse di violazione dei diritti umani e invitò più di una dozzina di gruppi internazionali d'inchiesta a visitare il paese per la verifica. Nel gennaio 1992, rimanevano circa 25.000 militari in Estonia, il più piccolo contingente attivo in quel tempo degli Stati baltici. Tuttavia, più di 800 km², inclusa dell'artiglieria a corto raggio, rimasero nelle mani dell'esercito russo: tra i veicoli posseduti da quest'ultimo, rientravano più di 150 carri armati, 300 veicoli corazzati e 163 aerei.
Il 1º luglio 1993, irritato dalla Legge sugli stranieri dell'Estonia, il Soviet Supremo della Russia approvò una risoluzione "sulle misure in relazione alla violazione dei diritti umani nel territorio della Repubblica estone", chiedendo si applicassero delle sanzioni contro l'Estonia, in cui si prevedeva di arrestare il processo di ritiro delle truppe.
Mentre la guerra di propaganda e i negoziati si trascinavano, Estonia, Lettonia e Lituania ottennero il sostegno internazionale per la loro posizione sul ritiro delle truppe al vertice della Commissione sulla Sicurezza e la Cooperazione in Europa (CSCE) del luglio 1992 a Helsinki. Il comunicato finale sollecitò la Russia ad agire "senza indugio [...] affinché l'allontanamento sia tempestivo, sistematico e definitivo" delle truppe straniere di stanza negli Stati baltici. Nel 1992 e nel 1993 il Senato degli Stati Uniti emanò delle risoluzioni che autorizzavano gli Stati Uniti ad aiutare la Russia nelle procedure.
Tuttavia, i negoziatori estoni e russi non mossero alcun passo per tutto il 1993. In diversi punti, il presidente El'cin e altri funzionari russi minacciarono di bloccare lo spostamento verso est, sebbene questo continuò senza destare attenzione mediatica. Alla fine del 1992, si contavano circa 16.000 uomini. Un anno più tardi, il dato scese a meno di 3.500 e più della metà delle strutture militari era stata ceduta a funzionari della difesa estone. Benché nessuna intesa pervenisse, il ritiro della Russia proseguì dalla città di Paldiski, sulla costa settentrionale a circa 35 km a ovest di Tallinn. La marina sovietica aveva lì edificato una base sottomarina, inclusi due reattori nucleari di addestramento per sottomarini. Esponenti del governo russo affermarono che lo smantellamento dell'impianto del reattore avrebbe richiesto tempo, ragion per cui l'Estonia chiese che intervenisse la comunità internazionale con attività di monitoraggio.
Solo il 31 agosto 1994 le ultime truppe russe lasciarono l'Estonia, ovvero quando i presidenti Boris El'cin e Lennart Meri sottoscrissero un atto il 26 luglio 1994 che sanciva il definitivo allontanamento del personale militare. L'ultima nave da guerra russa, carica di dieci carri armati T-72, partì nell'agosto 1994. La Russia preservò il controllo dell'impianto del reattore di Paldiski fino al 30 settembre 1995, giorno in cui lo smantellamento della base nucleare terminò.

### Controversie
Nel 1989, in piena perestrojka, l'era della rivalutazione della storia sovietica, l'URSS condannò il protocollo segreto del patto Molotov-Ribbentrop del 1939 che aveva portato all'invasione e all'occupazione dei tre paesi baltici. La dissoluzione dell'Unione Sovietica portò alla restaurazione della sovranità della Repubblica di Estonia (in sintonia con la teoria della continuità statale). Il Parlamento europeo, la Corte europea dei diritti dell'uomo e il Consiglio per i diritti umani delle Nazioni Unite, dichiararono che gli Stati baltici erano stati invasi, occupati e illegalmente incorporati nell'Unione Sovietica ai sensi delle disposizioni dell'accordo del 1939 fino al 1991. Il governo della Federazione Russa considera l'annessione come legittima e che nel corso della guerra i nazisti furono respinti: i trattati del 1940 sul permesso di accesso delle truppe erano da considerarsi validi. Pertanto la parola "occupazione" non può essere adoperata in tale contesto e la scissione negli anni Novanta fu frutto di un periodo travagliato della storia del Paese. Il Ministero degli esteri russo ha dichiarato che "Le affermazioni sull'"occupazione "da parte dell'Unione Sovietica e le relative deduzioni ignorano tutte le realtà legali, storiche e politiche e sono dunque da considerarsi del tutto infondate".

#### La questione linguistica e la cittadinanza
Nel 1939 l'etnia russa rappresentava quasi l'8% della popolazione; tuttavia, in seguito al trasferimento di circa 2.000 km² dalla RSS Estone alla RSFS Russa, la percentuale era scesa perché molti vivevano a Ivangorod (allora sobborgo orientale di Narva) e nella contea di Petseri. Dei 20.000 russi stimati rimasti in Estonia, la maggioranza apparteneva alla storica comunità dei Vecchi credenti.
La comunità russa in Estonia è cresciuta dalle circa 23.000 persone nel 1945 alle 475.000 nel 1991, con un totale della popolazione slava che misurava 551.000, ovvero il 35% (percentuale massima raggiunta) della popolazione totale. Il russo costituì per diversi decenni la lingua ufficiale della RSS Estone e non si scelse di compiere alcuna politica che permettesse una migliore integrazione dell'elemento orientale con quello estone. Come risultato, gruppi considerevoli di persone sapevano molto poco o nulla della lingua estone. Dopo che la nazione ristabilì l'indipendenza, si ripristinò l'estone quale unica lingua ufficiale.
La maggior parte dei russi presenti oggi in Estonia sono discendenti di coloro che si stabilirono durante l'occupazione sovietica tra il 1945 e il 1991. Nel 1989, i russi etnici costituivano il 30,3% della popolazione in Estonia.
La repubblica restaurata ha riconosciuto la cittadinanza solo ai cittadini presenti in Estonia prima del 1940 o ai loro discendenti (compresi i coloni russi stanziatisi sulla costa del lago dei Ciudi e i 10.000 residenti della contea di Petseri), piuttosto che concedere la nazionalità estone a tutti i cittadini sovietici residenti sul suolo nazionale. La legge sulla cittadinanza prevede i seguenti requisiti per la naturalizzazione di coloro che giunsero nel paese dopo il 1940, la maggior parte dei quali di etnia russa: conoscenza a livello medio della lingua estone, dei principi della costituzione e giuramento di fedeltà all'Estonia. Il governo offre corsi di preparazione gratuiti per l'esame sulla Costituzione e sulla legge sulla cittadinanza e rimborsa fino a 380 euro per gli studi linguistici.
Secondo la disposizione normativa, i residenti privi di cittadinanza non possono partecipare alle elezioni del Riigikogu (il parlamento nazionale) né del Parlamento europeo, ma possono prendere parte alle elezioni comunali. Al 2 luglio 2010, l'84,1% dei residenti estoni risultano cittadini estoni, l'8,6% sono cittadini di altri paesi (principalmente Russia) e il 7,3% rientra tra "persone con cittadinanza indeterminata".
Tra il 1992 e il 2007 circa 147.000 persone hanno acquisito la cittadinanza estone o russa o hanno lasciato il paese, portando la percentuale di residenti apolidi dal 32% all'8% circa. Secondo il rapporto 2015 di Amnesty International, circa il 6,8% della popolazione estone non vanta alcuna cittadinanza.
Alla fine del 2014 è stato proposto un emendamento alla legge che avrebbe consentito una facile naturalizzazione dei figli di genitori non cittadini che risiedevano in Estonia da almeno un lustro. L'Estonia è stata inoltre la prima nazione al mondo a introdurre la cittadinanza digitale.

#### Accuse di glorificazione del fascismo
Sono state avanzate varie accuse di neofascismo, glorificazione del nazismo e collaborazione dell'Estonia con i tedeschi nella seconda guerra mondiale da portavoce ufficiali o religiosi ebraici di spicco della Russia, nonché da portavoce e associazioni internazionali, tra cui René van der Linden ed Efraim Zuroff.
Secondo l'Economist, quello che ha infastidito il Cremlino è il fatto che gli estoni consideravano l'arrivo dell'Armata Rossa nel 1944-1945 come un evento orribile anziché percepirla come la liberazione dagli invasori nazisti. Il ministro dell'Educazione estone Tõnis Lukas ha detto: "Non glorifichiamo in alcun modo i nazisti, ma Mosca sembra più turbata dal fatto che l'Estonia consideri la parentesi nazista e lo stalinismo alla stessa maniera, ovvero entrambi portatori di nefandezze e comportamenti deplorevoli".
Un controverso monumento venne eretto da un gruppo privato nella città balneare di Pärnu nel 2002. Esso onorava i soldati estoni che avevano combattuto l'Armata Rossa durante la seconda guerra mondiale ed è stato anche per questo bollato come "monumento alle SS" da alcune agenzie di stampa, inclusa la BBC. Il monumento non venne ufficialmente svelato e si procedette a demolirlo poco dopo. Nel 2004 si ricostruì lo stesso monumento nella città di Lihula, rimosso tuttavia dal governo estone dopo 9 giorni tra violente proteste. Questo raffigurava un soldato estone in uniforme militare tedesca e, secondo un giornalista del Baltic Times, con l'emblema delle Waffen-SS. Tuttavia un'analisi semiotica del professor Peeter Torop dell'Università di Tartu, consulente del dipartimento di polizia di Lihula, concluse che nessun simbolo nazista o delle SS appariva nel bassorilievo.
Esistono organizzazioni non bandite dal governo che rappresentano i veterani delle Waffen SS in Estonia, e gli ex soldati delle Waffen SS ricevono una pensione dal governo tedesco. Mentre i processi di Norimberga condannarono le Waffen-SS come parte di un'organizzazione criminale, i coscritti furono esentati da quel giudizio a causa della mobilitazione involontaria. Il reclutamento di nativi del territorio occupato viene considerato un crimine di guerra ai sensi della Convenzione di Ginevra: la 20. Waffen-Grenadier-Division der SS ne è un esempio, per cui, secondo il processo, le unità non possono essere accusate di aver commesso crimini contro l'umanità.
Secondo il New York Times: "Molti russi hanno accusato i paesi una volta sotto l'ala del Cremlino, inclusa l'Estonia, di non perseguire un resoconto completo di alcune delle collaborazioni dei loro cittadini con i nazisti". Martin Arpo, sovrintendente della guardia frontaliera non si è trovato d'accordo con la ricostruzione russa, rispondendo dal canto suo: "Entrambi i regimi hanno commesso crimini e arrecato sofferenza al popolo estone. Ma il KGB locale non è riuscito a trovare altre prove contro i collaboratori nazisti, così come non le abbiamo trovate neanche noi. E stiamo parlando di un'organizzazione - il KGB - molto più grande di noi, con poteri e metodi, per così dire, non proprio ortodossi per un paese democratico occidentale".

#### Accuse di violazioni dei diritti umani
Il governo della Russia ha affermato nel 2005 che "esiste una discriminazione nei confronti della minoranza di lingua russa (intesi in maniera estensiva anche ucraini, bielorussi ed ebrei di lingua russa)". Il servizio federale per la migrazione della Russia, dal canto suo, aveva proposto la necessità di sostenere una prova per chiunque avesse voluto risiedere per più di un anno in Russia, affermando: "È ovvio che senza la conoscenza della lingua russa sarebbe impossibile integrarsi nella società russa". Con il ripristino dell'indipendenza dell'Estonia nel 1991 è entrata in vigore la legge sulla cittadinanza del 1938, basata sul principio dello ius sanguinis. In relazione alla già affrontata questione della cittadinanza, l'Organizzazione per la sicurezza e la cooperazione in Europa (OCSE) e l'Alto Commissario OCSE per le minoranze nazionali hanno dichiarato di non aver rintracciato violazioni o abusi dei diritti umani in Estonia.
Tuttavia, il Centro europeo per le questioni relative alle minoranze ha criticato il trattamento dell'Estonia nei confronti della minoranza russa e ha condannato l'apparente mancanza di protezione legale offerta ad essa. Nel 2006 è stato pubblicato un articolo a cura del professor James Hughes con il patrocinio dell'ONU in cui si sosteneva che la Lettonia e l'Estonia impiegavano un "regime politico di discriminazione sofisticato ed esteso" contro le rispettive comunità russofone. A replicare per primo a tale tesi è stato il ministro lettone per l'integrazione sociale Nils Muiznieks, il quale ha sostenuto che si trattasse di un quadro semplicistico e tracciato "in maniera simile a quanto la propaganda russa aveva reclamizzato nei forum internazionali negli ultimi 10 anni".
Sebbene l'OSCE e altre organizzazioni internazionali, incluso il Comitato finlandese di Helsinki, abbiano ritenuto soddisfacente la Legge sulla cittadinanza, il governo russo ei membri della comunità etnica russa locale hanno continuato a criticarla come discriminatoria, in particolare per i suoi requisiti di lingua estone. Nel settembre 2003, una delegazione dell'Assemblea parlamentare della NATO in visita ha concluso che il paese non aveva grossi problemi nel trattamento della sua minoranza russa.
La dottoressa Kara Brown ha affermato nel suo rapporto del 1997 alla newsletter dell'Università dell'Indiana che "il governo russo, ignorando il fatto che i russofoni dell'Estonia hanno scelto volontariamente di rimanere [nella nazione baltica], è ricorso al pretesto delle presunte violazioni dei diritti delle minoranze come giustificazione per una possibile invasione armata". Una volta in Estonia, queste truppe russe avrebbero "assicurato" i diritti di questi russofoni che vivono fuori dalla loro patria. Secondo K. Brown, un simile clima ha impedito di far decollare in maniera positiva le relazioni tra Estonia e Russia. Tuttavia, il tanto temuto "Piano russo per l'invasione degli Stati baltici" (come pubblicato sul The Baltic Independent nel 1995) non è mai stato attuato, né la sua autenticità è stata confermata da una qualche fonte più che affidabile. I media estoni hanno ripetutamente affermato che i politici russi hanno chiesto un'azione militare contro l'Estonia per proteggere i "compatrioti", in ultimo a seguito dell'episodio relativo a Dmitri Rogozin durante la diatriba sul Soldato di bronzo.
Nel 2005, il primo ministro estone Juhan Parts ha espresso preoccupazione per le presunte violazioni russe dei diritti umani e culturali del popolo Mari, etnicamente affiliato al popolo estone. L'Istituto estone per i diritti umani sostiene che la Russia perseguita i giornalisti Mari e i leader dell'opposizione, tanto che le condizioni nella Repubblica dei Mari sarebbero state rese assai peggiori. L'UE ha in seguito approvato una risoluzione che condannava fermamente le violazioni dei diritti umani da parte delle autorità russe nella regione.

### Ulteriori diatribe

#### Controversia sulla Chiesa ortodossa
Una controversia legale è iniziata tra i governi di Tallinn e Mosca dal 1993, quando il governo estone ha nuovamente registrato la Chiesa ortodossa estone sotto la giurisdizione del Patriarcato ecumenico di Costantinopoli. Ciò ha reso impossibile registrare la Chiesa ortodossa estone del Patriarcato di Mosca, il quale aveva collaborato con l'occupazione sovietica. La questione principale non risultava secondaria: si trattava infatti di identificare a chi spettasse l'autorità e le proprietà della chiesa ortodossa in Estonia, detenuta dal Patriarcato di Mosca fino al 1923, poi dalla Chiesa sotto il Patriarcato ecumenico fino all'occupazione sovietica dell'Estonia nel 1940, e infine consegnata a Mosca Patriarcato del governo sovietico. La Chiesa ortodossa estone del Patriarcato di Mosca è stata registrata in Estonia nell'aprile 2002.

#### Questioni territoriali
Dopo la scomparsa dell'Unione Sovietica, l'Estonia sperava di riprendere possessi degli oltre 2.000 km² di territorio annesso alla Russia dopo la seconda guerra mondiale nel 1945: si trattava di località assegnate all'Estonia dal trattato di Tartu del 1920. Tuttavia, il governo El'cin ha negato ogni responsabilità degli atti commessi dall'Unione Sovietica.
Dopo aver firmato il trattato sul confine dal corrispondente ministro degli esteri nel 2005, il governo e il presidente estone hanno proceduto ad avviare il percorso di ratifica. La parte russa ha interpretato il preambolo insidioso perché avrebbe lasciato spazio all'Estonia per eventuali future rivendicazioni territoriali, ma Vladimir Putin ha notificato all'Estonia che la Russia non le prenderà in considerazione. I negoziati sono stati riaperti nel 2012 e il trattato è stato firmato nel febbraio 2014, mentre la ratifica è ancora in sospeso.

#### L'atteggiamento della Russia nei confronti dell'adesione dell'Estonia alla NATO e all'UE
Quando gli stati baltici ripristinarono la loro indipendenza nel 1991, chiesero il ritiro delle truppe russe dal loro territorio, dove l'URSS ha costruito varie installazioni militari. Più tardi, negli anni '90, gli Stati baltici rifiutarono le proposte della Russia di garanzie di sicurezza a favore dell'alleanza NATO. La NATO, in particolare la sua espansione, è avvertita con fastidio dalla Russia.

#### Controversia del Soldato di bronzo di Tallinn
Il trasferimento del Soldato di bronzo di Tallinn e l'esumazione dei corpi sepolti da una piazza nel centro di Tallinn a un cimitero militare nell'aprile 2007 hanno provocato la dura reazione russa. Il Consiglio della Federazione, il 27 aprile, ha approvato una dichiarazione relativa al monumento, prevedendo inoltre di imporre le sanzioni meno morbide possibili all'Estonia. Il primo vice primo ministro Sergej Ivanov ha asserito che esse avrebbero riguardato soprattutto i rapporti economici. Le parole di Putin al riguardo nel Giorno della Vittoria del 2007 sono state: "Si sminuiscono le imprese degli eroi della seconda guerra mondiale e si dissacrano i monumenti eretti in loro memoria, portando alla discordia e alla sfiducia tra paesi e popoli". Nei giorni successivi al trasferimento, l'ambasciata dell'Estonia a Mosca è stata assediata dai manifestanti, tra cui le organizzazioni giovanili filo-Cremlino dei Naši e la Giovane Guardia. Il presidente estone Toomas Hendrik Ilves ha espresso il suo stupore per il fatto che la Russia - nonostante le rassicurazioni del ministro degli esteri Lavrov - non abbia fatto alcunché per proteggere il personale diplomatico. Il 2 maggio, un piccolo gruppo di manifestanti ha tentato di interrompere una conferenza stampa che l'ambasciatrice estone in Russia, Marina Kaljurand, stava tenendo negli uffici del quotidiano di Mosca, Argumenty i Fakty, ma è stato fermato dalle guardie di sicurezza. Il Ministero degli 
affari esteri russo ha riferito che la guardia del corpo dell'ambasciatrice si servì di spray al peperoncino contro i manifestanti. Il ministro degli esteri estone Urmas Paet ha confessato di aver considerato la possibilità di sospendere il vertice UE-Russia che si sarebbe tenuto il 18 maggio 2007.

#### Lavori ferroviari
Il 3 maggio 2007 la Russia ha annunciato piani per la riparazione delle linee ferroviarie in Estonia, interrompendo le esportazioni di petrolio e carbone verso i porti estoni. A luglio, il ministro dei Trasporti russo Igor Levitin ha annunciato che la Russia intendeva interrompere tutto il transito di petrolio attraverso i porti estoni e utilizzare invece i porti russi.

#### Attacchi informatici all'Estonia
Una serie di negazioni al servizio distribuito è iniziata il 27 aprile 2007: l'attacco informatico è stato indirizzato ai siti organizzazioni estoni quali cui parlamento estone, banche, ministeri, giornali ed emittenti televisive, proprio quando la controversia sul Soldato di bronzo di Tallinn risultava ancora in corso. I funzionari estoni hanno accusato la Russia di aver scatenato l'attacco cibernetico.

#### Mostra dedicata all'esercito ribelle ucraino
La mostra dedicata all'esercito insurrezionale ucraino aperta a Tallinn nell'ottobre 2009 è stata aspramente criticata dall'ambasciata russa in Estonia. "L'UPA agì non meglio dei criminali di guerra e non a protezione della libertà come ora sembra possano essere considerati. Abbiamo discusso del nostro disappunto sulla mostra aperta dal ministero degli Esteri estone e abbiamo espresso le nostre ragioni", ha riportato l'addetta stampa dell'ambasciata russa Maria Shustitskaya all'Estonia televisione.

### Incontri ufficiali

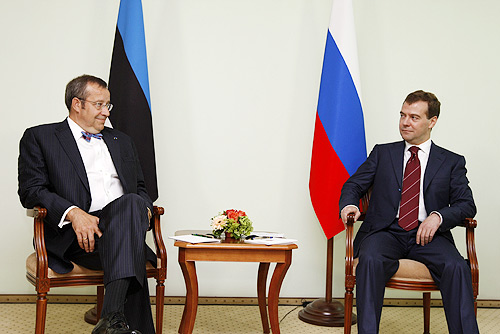
Incontro del 28 giugno 2008 tra il presidente russo Dmitrij Medvedev e il presidente estone Toomas Hendrik Ilves a Chanty-Mansijsk

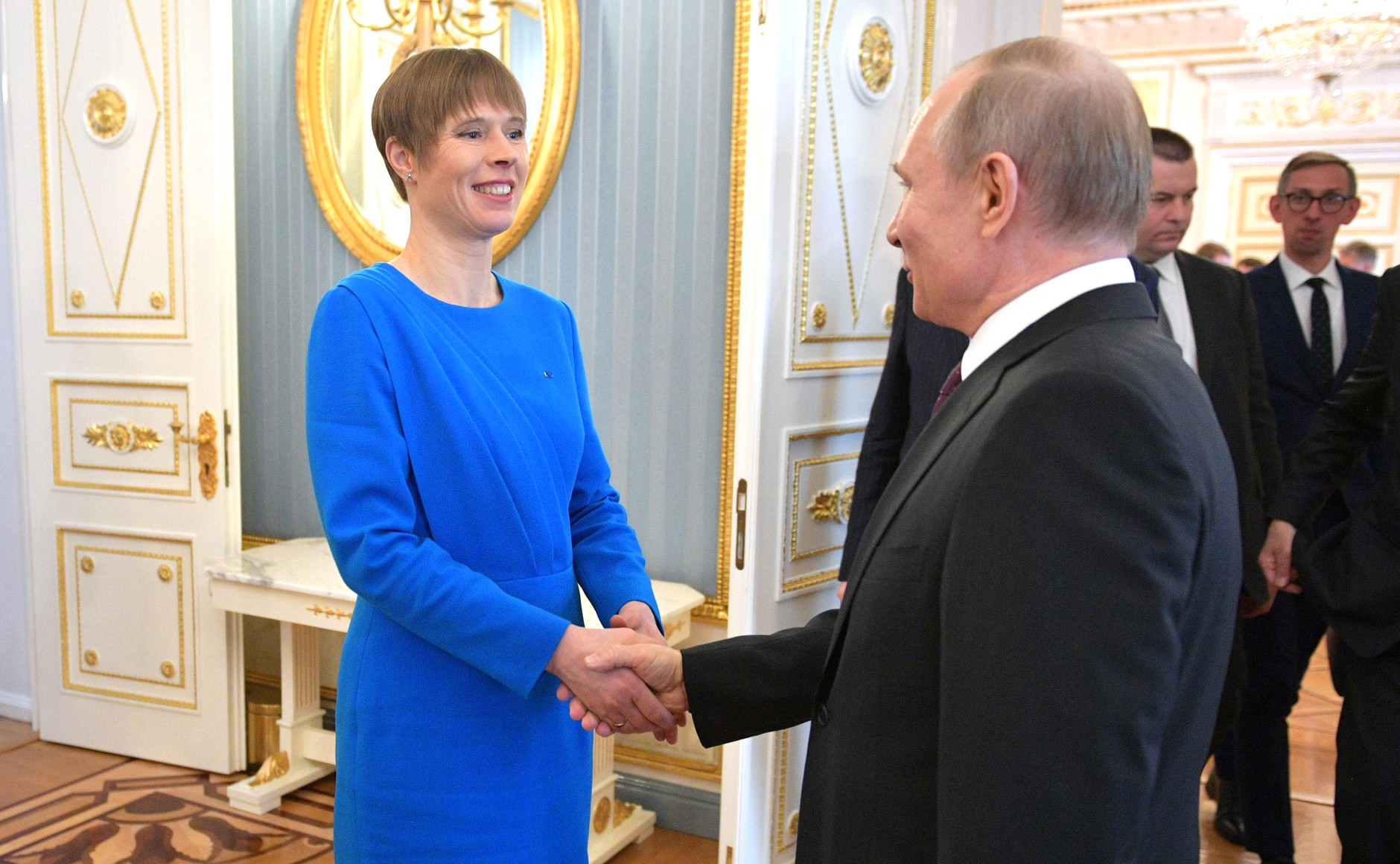
Kersti Kaljulaid con Vladimir Putin a Mosca il 18 aprile 2019

Il primo incontro tra i capi di Stato estoni e russi fu quello tra Boris El'cin e Lennart Meri. Il presidente russo Dmitrij Medvedev e il presidente estone Toomas Hendrik Ilves si sono incontrati a Chanty-Mansijsk nel giugno 2008 al 5º Congresso mondiale dei popoli ugro-finnici, segnando il primo incontro formale tra i leader dei due stati in quattordici anni. Putin interagì brevemente con il presidente Arnold Rüütel nel 2005 tramite il patriarca Alessio II di Mosca (originario di Tallinn). Sull'incontro tra i due presidenti, Sergei Prikhodko, assistente del presidente russo, ha dichiarato che "qui ci sono stati incontri molto più calorosi. Durante l'incontro, Ilves ha affermato che la retorica di entrambi i paesi avrebbe dovuto essere attenuata, con Medvedev che ha risposto segnalando al delle dichiarazioni spesso dure contro la Russia, mentre egli non aveva fatto lo stesso con l'Estonia". Nel suo discorso al Congresso, Ilves affermò: "La libertà e la democrazia erano la nostra scelta 150 anni fa. Anche a quel tempo i poeti non sognavano l'indipendenza dello stato. Molti popoli ugro-finnici non hanno ancora scelto di percorrere una propria strada". Ciò ha portato i rappresentanti russi a credere che Ilves stesse chiedesse lo scioglimento dello stato russo. Konstantin Kosačev, presidente della commissione per gli affari internazionali alla Duma di Stato, in risposta ha dichiarato che l'Estonia e il Parlamento europeo avevano richiesto indagini sugli attacchi del 2005 contro un attivista Mari e avevano utilizzato l'attacco come prova della discriminazione della minoranza in Russia. Il Paese baltico, tuttavia, ha ignorato le richieste di indagini sugli attacchi contro i russi etnici, che includevano l'omicidio di uno di essi nell'ambito della controversa realizzazione del Soldato di bronzo. Il discorso di Kosačev ha spinto Ilves e il resto della delegazione estone a lasciare la sala conferenze in segno di protesta. Il politico estone ha poi affermato che "non sapere interpretare nulla di un discorso richiede una mente indaffaratissima o del tutto distratta".
Il 18 aprile 2019, la presidente estone Kersti Kaljulaid si è recata a Mosca per una visita ufficiale di stato, la prima rappresentante politica di spessore estone dal 2011. Nei suoi incontri con il presidente Vladimir Putin, ha invitato gli ha chiesto di visitare Tartu per il Congresso mondiale dei popoli ugro-finnici del 2020 (rinviato al 2021 per via della pandemia di COVID-19). Durante la visita, il capo di Stato baltico ha assistito alla riapertura dell'Ambasciata estone a Mosca.

#### Rapimento di un funzionario della sicurezza estone
Il 5 settembre 2014, il funzionario estone del servizio di sicurezza interna Eston Kohver è stato rapito sotto la minaccia delle armi al confine vicino alla frontiera di Luhamaa dalle forze russe e portato in Russia. Il rapimento è stato preceduto dal blocco delle comunicazioni estoni e dall'uso di una granata fumogena. L'Estonia ha inoltre trovato delle prove che testimoniano il luogo dell'aggressione e il presidente Toomas Hendrik Ilves ha definito l'incidente "inaccettabile e deplorevole". L'incidente diplomatico è avvenuto in concomitanza con la crisi russo-ucraina e a seguito di una visita in Estonia del presidente degli Stati Uniti Barack Obama. La Russia ha ammesso di aver detenuto Kohver, ma ha affermato che si trovava in territorio russo al momento della cattura. Nell'agosto 2015 è stato condannato a 15 anni di carcere.
Il 26 settembre 2015 è stato concluso un accordo di scambio tra i governi russo ed estone: Kohver è stato consegnato all'Estonia in cambio della già condannata spia russa Aleksei Dressen.

#### Ripercussioni dell'annessione russa della Crimea
L'espansione della Russia in Ucraina e l'annessione della Crimea nel 2014 hanno reso i baltici preoccupati di un eventuale tentativo di attaccare l'Estonia. Nonostante i timori, fattori attenuanti come l'essere l'Estonia membro delle Nazioni Unite e della NATO, un'economia forte e un alto orgoglio nazionalistico estone rendono questa realtà meno probabile. Al di là di ciò, l'Estonia ha risposto alla Russia con frequenti esercitazioni militari nazionali e volontarie su larga scala lungo il confine nazionale. Inoltre, i funzionari del governo estone hanno invitato la NATO, la quale ha promesso il proprio sostegno all'Estonia in caso d'invasione russa, inviando dei combattenti esperti a prendere parte alle esercitazioni militari lungo il confine.

## Opinione pubblica
Secondo l'istituto di ricerca russo del Centro Levada, nel 2007 l'Estonia era considerata un nemico della Russia dal 60% dei cittadini russi (cfr. 28% nel 2006, 32% nel 2005), quasi più di ogni altro paese al mondo, seguita dalla Georgia, dalla Lettonia e dagli Stati Uniti. Il sondaggio è stato condotto due settimane dopo il trasferimento del Soldato di bronzo in un cimitero militare e l'esumazione dei corpi sepolti lì e le rivolte note come notti di bronzo.
Nel 2016, il Paese baltico si attestava al nono posto.

### Esplicative
1. ↑  Come riporta Edward Lucas, le persone deportate, di cui 1/10 di origine ebraica, generalmente possedevano titoli di studio; esse furono trasferite nelle regioni interne della Russia, in particolare Siberia o Kazakistan: Lucas, p. 113.
2. ↑  La maggior parte degli emigranti proveniva se non dalla Russia da Bielorussia e Ucraina.

### Bibliografiche
1. ↑  (EN) William Henry Chamberlin, Soviet Russia: A Living Record and a History, su marxists.org. URL consultato l'11 settembre 2020.
2. ↑  (EN) Andres Tvauri, The Migration Period, Pre-Viking Age, and Viking Age in Estonia, 2012,  pp. 33, 59, 60.
3. ↑  (EN) Ain Mäesalu, Could Kedipiv in East-Slavonic Chronicles be Keava hill fort? (PDF), in Estonian Journal of Archaeology, vol. 1,  p. 199.
4. ↑  (EN) Russian Communities in Estonia, su einst.ee. URL consultato l'11 settembre 2020 (archiviato dall'url originale il 27 settembre 2007).
5. ↑  (EN) Thomas Lane, Artis Pabriks, Aldis Purs e David J. Smith, The Baltic States: Estonia, Latvia and Lithuania, Routledge, 2013,  p. 2, ISBN 978-11-36-48311-0.
6. ↑   Giuseppe D'Amato, Viaggio nell'hansa baltica: l'Unione europea e l'allargamento ad Est, GRECO & GRECO Editori, 2004,  p. 66, ISBN 978-88-79-80355-7.
7. ↑  (EN) Ludmila Stern, Western Intellectuals and the Soviet Union, 1920-40: From Red Square to the Left Bank, Routledge, 2006,  p. 36, ISBN 978-11-34-23867-5.
8. ↑   Giovanna Motta, Il Baltico: Un mare interno nella storia di lungo periodo, Edizioni Nuova Cultura, 2013,  p. 80, ISBN 978-88-68-12158-7.
9. ↑   Laura Salvadego, Struttura e funzioni della necessità militare nel diritto internazionale, G Giappichelli Editore, 2017,  p. 28, ISBN 978-88-92-15396-7.
10. ↑   Giancarlo Giordano, Storia della politica internazionale: 1870/1992, Franco Angeli, 1994,  p. 194, ISBN 978-88-20-48488-0.
11. ↑   Marina Mancini, Statualità e non riconoscimento nel diritto internazionale, G Giappichelli Editore, 2020,  p. 87, ISBN 978-88-92-18684-2.
12. ↑   Robert Jackson, Il tribunale dell'umanità: L'atto d'accusa del processo di Norimberga, traduzione di Claudio Mapelli, Lit Edizioni,  p. 55, ISBN 978-88-69-44524-8.
13. ↑   Tonino Fabbri, Fascismo e bolscevismo: Le relazioni nei documenti diplomatici italo-russi, libreriauniversitaria.it, 2013,  p. 147, ISBN 978-88-62-92404-7.
14. 1 2 3  (EN) Gunter Faure e Teresa Mensing, The Estonians: The long road to independence, Lulu.com, 2012,  p. 247, ISBN 978-11-05-53003-6.
15. ↑   Stefano Santoro, L'Italia e l'Europa orientale: diplomazia culturale e propaganda 1918-1943, FrancoAngeli, 2005,  p. 315, ISBN 978-88-46-46473-6.
16. ↑  (EN) Testo del trattato, su worldlii.org. URL consultato il 6 luglio 2020.
17. ↑  (EN) Michael H. Clemmesen e Marcus S. Faulkner, Northern European Overture to War, 1939-1941: From Memel to Barbarossa, BRILL, 2013,  p. 420, ISBN 978-90-04-24909-7.
18. ↑  (EN) The Kaleva Incident and the Death of Henry Antheil, Jr., su lamokaledger.com, 11 luglio 2018. URL consultato il 2 giugno 2020.
19. ↑   Gianfranco Dellacasa, La controrivoluzione sconosciuta, Jaka Books, 1977,  p. 371, ISBN 978-88-16-40019-1.
20. ↑  (EN) Kristian Gerner e Stefan Hedlund, The Baltic States and the End of the Soviet Empire, Routledge, 2018,  p. 117, ISBN 978-13-51-05913-8.
21. 1 2 3  (EN) Spencer C. Tucker, World War II: The Definitive Encyclopedia and Document Collection, ABC-CLIO, 2016,  p. 588, ISBN 978-18-51-09969-6.
22. ↑  (EN) Charles F. Furtado e Andrea Chandler, Perestroika In The Soviet Republics: Documents On The National Question, Routledge, 2019,  p. 214, ISBN 978-10-00-31559-2.
23. ↑  (EN) Alan W. Ertl, Toward an Understanding of Europe: A Political Economic Précis of Continental Integration, Universal-Publishers, 2008,  p. 394, ISBN 978-15-99-42983-0.
«Il 14 giugno il governo estone si arrese senza opporre alcuna resistenza militare. Le autorità di occupazione iniziarono [...] disarmando l'esercito estone e rimuovendo dal potere lo stato maggiore militare»
24. ↑  Miljan, p. 111.
«Le forze armate estoni furono disarmate quando avvenne l'occupazione sovietica nel giugno 1940».
25. ↑  (EN) Congresso degli Stati Uniti, Baltic States: A Study of Their Origin and National Development, Their Seizure and Incorporation Into the U.S.S.R., 3ª ed., W. S. Hein, 1954,  p. 280.
26. ↑  (EN) The President of the Republic acquainted himself with the Estonian Defence Forces, su vpk.ee, 19 dicembre 2001. URL consultato il 2 giugno 2020 (archiviato dall'url originale il 21 agosto 2009).
27. ↑  (EN) Storia dell'Estonia (Soviet Annexation), su asisbiz.com. URL consultato il 2 giugno 2020.
28. ↑  (EE) Andreas Einmann, Suri Raua tänava lahingust osa võtnud reamees Eduard Meemann [È morto Eduard Meemann, il soldato che prese parte alla battaglia di via Raua], su postimees.ee. URL consultato il 3 giugno 2020.
«Quando una mitragliatrice pesante dell'Armata Rossa fu inviata presso la scuola [situata nella strada], i soldati simularono una resa, e, dopo aver trovato alcune armi nel cortile della scuola continuarono a resistere. Il sottufficiale Aleksei Männikus e il soldato privato Johannes Mandre caddero in battaglia»
29. ↑  (EN) Gunter Faure e Teresa Mensing, The Estonians: The long road to independence, Lulu.com, 2012,  p. 248, ISBN 978-11-05-53003-6.
30. ↑  (EN) Romuald Misiunas e Rein Taagepera, The Baltic States: Years of Dependence, 1940-1990, University of California Press, 1993,  pp. 26-27, ISBN 978-05-20-08228-1.
31. ↑  (EN) Relazione sui maggiori partiti sovietici fuori dalla Russia, in I baltici, vol. 2, Center for International Studies, Massachusetts Institute of Technology, 1973.
32. ↑  (EN) Wojciech Roszkowski e Jan Kofman, Biographical Dictionary of Central and Eastern Europe in the Twentieth Century, su books.google.it, Routledge, 2016,  p. 1964, ISBN 978-13-17-47593-4.
33. ↑  (EN) Russia: Justice in the Baltic, su Time, 16 giugno 1940. URL consultato l'11 settembre 2020.
34. 1 2 3 4  (EN) Gunter Faure e Teresa Mensing, The Estonians: The long road to independence, Lulu.com, 2012,  p. 249, ISBN 978-11-05-53003-6.
35. ↑  (EN) Carolyn Bain, Estonia, Lettonia e Lituania, EDT srl, 2009,  p. 46, ISBN 978-88-60-40463-3.
36. ↑  (EN) Mart Laar, The Power of Freedom - Central and Eastern Europe after 1945, Unitas Foundation, 2010,  p. 28, ISBN 978-99-49-21479-2.
37. 1 2 3  (EN) Gunter Faure e Teresa Mensing, The Estonians: The long road to independence, Lulu.com, 2012,  p. 253, ISBN 978-11-05-53003-6.
38. ↑  (EN) Mart Laar, The Power of Freedom - Central and Eastern Europe after 1945, Unitas Foundation, 2010,  p. 27, ISBN 978-99-49-21479-2.
39. 1 2  (EN) Jonathan D. Smele, Historical Dictionary of the Russian Civil Wars, 1916-1926, Rowman & Littlefield, 2015,  p. 652, ISBN 978-14-42-25281-3.
40. ↑  (EN) Sigrid Rausing, Everything Is Wonderful: Memories of a Collective Farm in Estonia, Open Road + Grove/Atlantic, 2014,  p. 86, ISBN 978-08-02-19281-3.
41. ↑  (EN) Bohdan Nahaylo, Dohdan Nahaylo e Victor Swoboda, Soviet Disunion: A History of the Nationalities Problem in the USSR, Simon and Schuster, 1990,  p. 88, ISBN 978-00-29-22401-4.
42. ↑  (EN) Kevin O'Connor, The History of the Baltic States, Greenwood Publishing Group, 2003,  p. 118, ISBN 978-03-13-32355-3.
43. ↑  (EN) Lucien Ellington, Eastern Europe: An Introduction to the People, Lands, and Culture, su books.google.it, vol. 1, ABC-CLIO, 2005,  p. 80, ISBN 978-15-76-07800-6.
44. ↑  (EN) Zigmantas Kiaupa, The History of the Baltic States, 3ª ed., Avita, 2002,  p. 170, ISBN 978-99-85-20605-8.
45. ↑  (EN) Commissione Internazionale Estone per le indagini sui Crimini contro l'Umanità, The White Book (PDF), 2005,  pp. 62-63. URL consultato il 2 luglio 2020.
46. ↑  (EN) Hannes Walter, Estonia in World War II, su historicaltextarchive.com. URL consultato il 3 luglio 2020 (archiviato dall'url originale il 6 luglio 2020).
47. ↑  (EN) Endel Kareda, Estonia in the Soviet Grip: Life and Conditions Under Soviet Occupation 1947-1949, Boreas Publishing Company, 1949,  p. 59.
48. 1 2  (EN) Gunter Faure e Teresa Mensing, The Estonians: The long road to independence, Lulu.com, 2012,  p. 254, ISBN 978-11-05-53003-6.
49. ↑  (EN) Ludger Kühnhardt, The Reunification of Europe: Anti-totalitarian Courage and Political Renewal, EPP-ED Group, 2009,  p. 97.
50. ↑  (EN) Ludger Kühnhardt, The Reunification of Europe: Anti-totalitarian Courage and Political Renewal, EPP-ED Group, 2009,  p. 97.
51. ↑  (EN) Gunter Faure e Teresa Mensing, The Estonians: The long road to independence, Lulu.com, 2012,  p. 260, ISBN 978-11-05-53003-6.
52. ↑  (EN) Robert Miller, Biographical Research in Eastern Europe: Altered Lives and Broken Biographies, Routledge, 2017,  p. 104, ISBN 978-13-51-75899-4.
53. ↑  (EN) Renate Platzöder e Philomène A. Verlaan, The Baltic Sea: New Developments in National Policies and International Cooperation, Martinus Nijhoff Publishers, 1996,  p. 407, ISBN 978-90-41-10357-4.
54. ↑  (EN) Elihu Lauterpacht e C.J. Greenwood, International Law Robert, Cambridge University Press, 1951,  p. 32, ISBN 978-05-21-46357-7.
55. ↑  (EN) Yaël Ronen, Transition from Illegal Regimes under International Law, Cambridge University Press, 2011,  p. 133, ISBN 978-11-39-49617-9.
56. ↑   L'Estonia è indipendente, su La Repubblica. URL consultato il 7 luglio 2020.
57. ↑  Taylor, p. 126.
58. ↑   Francesco C. Casula, La terza via della storia: il caso Italia, Edizioni ETS, 1997,  p. 75.
59. ↑   Sergio Trasatti, La croce e la stella: la chiesa e i regimi comunisti in Europa dal 1917 a oggi, A. Mondadori, 1993,  p. 398, ISBN 978-88-04-35493-2.
60. ↑  (EN) Heinrich Mark, su president.ee. URL consultato l'11 settembre 2020 (archiviato dall'url originale il 14 novembre 2007).
61. ↑  (EN) Ettore Greco, L'Europa senza muri: le sfide della pace fredda, Angeli, 1995,  p. 132, ISBN 978-88-20-49022-5.
62. ↑  (EN) Neil Melvin, Russians Beyond Russia, A&C Black, 1995,  p. 51, ISBN 978-18-55-67233-8.
63. ↑  (EN) Walter R. Iwaskiw, Estonia, Latvia, and Lithuania: Country Studies, Federal Research Division, Library of Congress, 1996,  p. 23, ISBN 978-08-44-40851-4.
64. ↑  (EN) The Russian Federation, su fco.gov. URL consultato l'11 settembre 2020 (archiviato dall'url originale l'11 marzo 2008).
65. ↑  (EN) Estonian citizenship, su eesti.ee. URL consultato l'11 settembre 2020.
66. 1 2 3  (EN) Toivo Miljan, Historical Dictionary of Estonia, 2ª ed., Rowman & Littlefield, 2015,  p. 161, ISBN 978-08-10-87513-5.
67. ↑  (EN) Yoram Dinstein e Mala Tabory, Israel Yearbook on Human Rights: 1993, Martinus Nijhoff Publishers, 1994,  p. 255, ISBN 978-07-92-32581-9.
68. ↑  (EN) Maria Raquel Freire, Conflict and Security in the Former Soviet Union: The Role of the OSCE, Routledge, 2018,  p. 224, ISBN 978-13-51-77385-0.
69. ↑  (EN) Esther B. Fein, Upheaval in the East; Soviet Congress Condemns '39 Pact That Led to Annexation of Baltics, su New York Times, 25 dicembre 1989. URL consultato il 20 agosto 2020.
70. ↑  (EN) Parlamento europeo, Mozione per una risoluzione sulla situazione in Estonia, su europarl.europa.eu. URL consultato il 26 marzo 2020.
71. ↑  (EN) Risoluzione sulla situazione in Lituania, Lettonia ed Estonia, su upload.wikimedia.org. URL consultato il 26 marzo 2020.
72. ↑  (EN) Renaud Dehousse, The International Practice of the European Communities: Current Survey (PDF), su ejil.org. URL consultato il 26 marzo 2020.
73. ↑   Jukka Rislakki, The case for Latvia: disinformation campaigns against a small nation, Rodopi, 2008,  p. 156, ISBN 978-90-420-2424-3.
74. ↑  (EN) Security Council (PDF), su tilburgmun.com,  pp. 6-8. URL consultato il 2 settembre 2020.
75. ↑  (EN) Lauri Mälksoo, Illegal Annexation and State Continuity: The Case of the Incorporation of the Baltic States by the USSR, Martinus Nijhoff Publishers, 2003,  p. 117, ISBN 978-90-41-12177-6.
76. ↑  (EN) David R. Marples, The Collapse of the Soviet Union, 1985-1991, Routledge, 2016,  p. 97, ISBN 978-13-17-86998-6.
77. ↑  (EN) Ole Nørgaard, The Baltic States After Independence, Edward Elgar Publishing, 1999,  p. 1, ISBN 978-17-82-54344-2.
78. ↑  (EN) Andrejs Plakans, A Concise History of Baltic States, Cambridge University Press, 2011,  p. 402, ISBN 978-05-21-83372-1.
79. ↑  (EN) Nazioni Unite, Yearbook of the United Nations 45.1991(1992), Martinus Nijhoff Publishers, 1992,  p. 213, ISBN 978-07-92-31970-2.
80. ↑  (EN) Europa Publications Limited, A Political Chronology of Europe, Psychology Press, 2001,  p. 143, ISBN 978-18-57-43113-1.
81. ↑  (EN) Leo Paul Dana, Handbook of Research on European Business and Entrepreneurship, Edward Elgar Publishing, 2008,  p. 366, ISBN 978-18-48-44130-9.
82. ↑  (EN) OECD, Public Governance Reviews Estonia, OECD Publishing, 2011,  p. 74, ISBN 978-92-64-10486-0.
83. ↑  (EN) Stephen J. Flanagan, Jan Osburg, Anika Binnendijk e Marta Kepe, Deterring Russian Aggression in the Baltic States Through Resilience and Resistance (PDF), su rand.org. URL consultato il 25 luglio 2020.
84. ↑  (EN) Baltics Accuse Russia of Trying to 'Falsify' History on War Anniversary, su The Moscow Times, 7 maggio 2020. URL consultato il 25 luglio 2020.
85. ↑  (EN) Wayne C. Thompson, Nordic, Central, and Southeastern Europe 2019-2020, 19ª ed., Bowman & Littlefield, 2019,  p. 129, ISBN 978-14-75-85180-9.
86. ↑  (EN) Russia denies Baltic 'occupation', su BBC News. URL consultato il 25 luglio 2020 (archiviato dall'url originale il 20 giugno 2017).
87. ↑  (EN) Richard Mole, The Baltic States from the Soviet Union to the European Union, Routledge, 2012,  p. 125, ISBN 978-11-36-32772-8.
88. ↑  (EN) Alex Morgan, Russia accused of 'rewriting history' to justify occupation of Baltic states, su Euronews, 23 luglio 2020. URL consultato il 13 agosto 2020.
89. ↑  (EN) David James Smith, Estonia: Independence and European Integration, Psychology Press, 2001,  p. 38, ISBN 978-04-15-26728-1.
90. 1 2  (EN) Gunter Faure e Teresa Mensing, The Estonians: the long road to independence, Lulu.com, 2012,  p. 6, ISBN 978-11-05-53003-6.
91. ↑  (EN) Jeff Chinn e Robert John Kaiser, Russians as the new minority, Westview Press, 1996,  p. 97, ISBN 978-08-13-32248-3.
92. ↑  (EN) Estonian passport holders at risk, su The Baltic Times, 21 maggio 2008. URL consultato l'8 settembre 2020.
93. ↑  (EN) Rett R. Ludwikowski, Constitution-making in the Region of Former Soviet Dominance, Duke University Press, 1996,  p. 87, ISBN 978-08-22-31802-6.
94. ↑  (EN) Citizenship Act of Estonia, su legislationonline.org. URL consultato l'8 settembre 2020 (archiviato dall'url originale il 27 settembre 2007).
95. ↑  (EN) Government to develop activities to decrease the number of non-citizens, su valitsus.ee. URL consultato l'8 settembre 2020 (archiviato dall'url originale il 1º settembre 2009).
96. 1 2  (EN) Arch Puddington et al., Freedom in the World 2008: The Annual Survey of Political Rights & Civil Liberties, Rowman & Littlefield, 2008,  p. 248, ISBN 978-07-42-56306-3.
97. ↑  (EN) Estonian citizenship, su estonia.eu. URL consultato l'8 novembre 2020 (archiviato dall'url originale il 1º giugno 2012).
98. ↑  (EN) Amnesty International report 2014/15: the State of the world's human rights, su Amnesty International, 25 febbraio 2015. URL consultato l'8 settembre 2020.
99. ↑   Toomas Pott, Il Riigikogu si incontra per discutere della semplificazione della cittadinanza, su err.ee. URL consultato l'8 settembre 2020.
100. ↑   Sara Stefanini, E-residency, in Estonia la cittadinanza digitale si ottiene con un clic, su la Repubblica, 2 agosto 2015. URL consultato il 1º settembre 2020.
101. ↑  (EN) Estonia fends off Russian accusations of 'Nazi glorification', su euractiv.com, 20 luglio 2012. URL consultato l'11 settembre 2020.
102. ↑  (EN) Europe must assess neo-Nazism in Estonia - Kokoshin, su interfax.ru, 13 novembre 2006. URL consultato l'11 settembre 2020 (archiviato dall'url originale il 30 settembre 2007).
103. ↑  (EN) State Duma condemns Estonia's 'glorification' of fascism, wants world to 'adequately' assess it, su interfax.ru, 15 novembre 2006. URL consultato l'11 settembre 2020 (archiviato dall'url originale il 30 settembre 2007).
104. ↑  (EN) Adrian Blomfield e Bruce Jones, Estonia blames memorial violence on Russia, su The Daily Telegraph. URL consultato l'11 settembre 2020.
105. ↑  (EN) Jewish Group Condemns Estonia for Glorification of Nazi Past, su jta.org, 17 agosto 2007. URL consultato l'11 settembre 2020 (archiviato dall'url originale il 27 settembre 2007).
106. ↑   Ilaria Myr, L'Europa si tinge di nero: la rinascita dell'estrema destra, su mosaico-cem, 19 novembre 2019. URL consultato l'11 settembre 2020.
107. ↑  (EN) The truth about eSStonia, su The Economist, 16 agosto 2007. URL consultato l'11 settembre 2020.
108. ↑  (EN) Estonia hits back over Putin's "Nazi" remarks, su eubusiness.com, 11 ottobre 2007. URL consultato l'11 settembre 2020 (archiviato dall'url originale il 15 dicembre 2007).
109. ↑  (EN) Estonia removes SS monument, su BBC News, 24 luglio 2002. URL consultato l'11 settembre 2020.
110. ↑  (EN) Estonia unveils Nazi war monument, su BBC News, 20 agosto 2004. URL consultato l'11 settembre 2020.
111. ↑  (EN) Matthias Kolb, Looking for the truth behind Lihula, su Baltic Times, 27 aprile 2011. URL consultato l'11 settembre 2020.
112. ↑  (EN) Joel Alas, Keep the soldier: Estonian professors, su Baltic Times, 25 aprile 2007. URL consultato l'11 settembre 2020.
113. ↑  (EN) Kadri Paas, L'esperto Peeter Torop: il monumento a Lihula non è nazista, su ohtuleht.ee, 14 settembre 2004. URL consultato l'11 settembre 2020.
114. ↑  (EN) Russian Jewish community slams Estonia over Soviet war memorial, su interfax-religion.com, 4 maggio 2007. URL consultato l'11 settembre 2020.
115. ↑  (EN) Commissione internazionale estone per i crimini contro l'umanità, Estonia, 1940-1945, Estonian Foundation for the Investigation of Crimes Against Humanity, 2006,  p. 950, ISBN 978-99-49-13040-5.
116. ↑  (EN) Mihail Neamtu e Marius Stan, Politics of Memory in Post-Communist Europe, vol. 1, Zeta Books, 2011,  p. 261, ISBN 978-97-31-99786-5.
117. 1 2  (EN) C.J. Chivers, Estonia Accuses Ex-Official of Genocide, su New York Times. URL consultato l'11 settembre 2020.
118. ↑  (EN) Statement by Mr. Alexander Zhuravskiy, Member of the Delegation of the Russian Federation (PDF), su OCSE, 9 giugno 2005. URL consultato l'11 settembre 2020.
119. ↑  (EN) Andrew Boyd e Joshua Comenetz, An Atlas of World Affairs, Routledge, 2007,  p. 61, ISBN 978-11-34-22215-5.
120. ↑  (EN) Dipartimento di Stato degli USA, Country Reports on Human Rights Practices: Report Submitted to the Committee on Foreign Affairs, U.S. Government Printing Office, 1999,  p. 1245.
121. ↑  (EN) Peter Van Elsuwege, Russian-speaking minorities in Estonia and Latvia: problems of integration at the threshold of the European Union (PDF), su ethz.ch. URL consultato l'11 settembre 2020.
122. 1 2  (EN) Devorah Kalekin-Fishman e Pirkko Pitkänen, Multiple Citizenship as a Challenge to European Nation-states, Sense Publishers, 2007,  pp. 234-235, ISBN 978-90-77-87486-8.
123. ↑  (EN) Country Reports on Human Rights Practices, su state.gov. URL consultato l'11 settembre 2011.
124. ↑  (EN) Kara Brown, Integration through Education? The Russian-Speaking Minority and Estonian Society, su Università dell'Indiana. URL consultato l'11 settembre 2020 (archiviato dall'url originale il 13 luglio 2007).
125. ↑  (EN) Vanessa Gera, Baltic states are training in extreme survival skills to prepare for 'Russian invasion', su The Independent, 1º dicembre 2016. URL consultato l'11 settembre 2020.
126. ↑  (EN) Russian Ambassador warns 'Estonian politicians should grow up', su Atlantic Council, 12 agosto 2010. URL consultato l'11 settembre 2020.
127. ↑  (EN) Aleksei Gunter, Parts follows Mari protests with pledge of support, su Baltic Times. URL consultato l'11 settembre 2020.
128. ↑  (EN) Estonian Institute for Human Rights calling to support Mari People, su suri.ee. URL consultato l'11 settembre 2020.
129. ↑  (EN) Parlamento europeo, Violations of human rights and democracy in the Republic of Mari El in the Russian Federation, su Europa.eu. URL consultato l'11 settembre 2020.
130. ↑  (EN) Valentinas Mate, Estonia: two branches of Orthodox Church seeking to live in one country, su english.religion.info, 12 maggio 2002. URL consultato l'11 settembre 2020.
131. ↑  (EN) Estonia, Russia to exchange 128.6 hectares of land under border treaty, su Postimees, 28 maggio 2013. URL consultato l'11 settembre 2020.
132. ↑  (EN) Aivars Stranga, The Relations Between Russia and the Baltic States (PDF), su bundesheer.at. URL consultato l'11 settembre 2020.
133. ↑  (EN) Laura Kauppila, The Baltic puzzle: Russia's Policy towards Estonia and Latvia 1992 – 1997, su citeseerx.ist.psu.edu. URL consultato l'11 settembre 2020.
134. ↑  (EN) Steven Lee Myers, Russia Rebukes Estonia for Moving Soviet Statue, su New York Times, 27 aprile 2007. URL consultato l'11 settembre 2020.
135. ↑  (EN) Russia should respond to Estonia by building ports on Baltic coast - Sergej Ivanov, su portnews.ru, 26 aprile 2007. URL consultato l'11 settembre 2020.
136. ↑   Daria Mangione, La notte che ha diviso l'Estonia, su russiaintranslation.com, 25 agosto 2017. URL consultato l'11 settembre 2020 (archiviato dall'url originale il 7 luglio 2020).
137. ↑  (EN) Nina Jankowicz, How to Lose the Information War, Bloomsbury Publishing, 2020,  p. 38, ISBN 978-18-38-60770-8.
138. ↑  (EN) Vladimir Solovyev e Mikhail Zygar, Estonia Makes European Alliance against Russia, su kommersant.com, 3 maggio 2007. URL consultato l'11 settembre 2020 (archiviato dall'url originale il 6 giugno 2011).
139. ↑  (EN) Aivar Pau, Statement by the Foreign Minister Urmas Paet, su epl.ee, 1º maggio 2007. URL consultato l'11 settembre 2020 (archiviato dall'url originale il 9 luglio 2011).
140. ↑  (EN) Stefan Wagstyl e George Parker, Russia rail move to hit Estonia, su Financial Times, 2 maggio 2007. URL consultato l'11 settembre 2020.
141. ↑  (EN) Russia cuts oil product exports via Estonia-source, su Reuters, 4 maggio 2007. URL consultato l'11 settembre 2020.
142. ↑  (EN) Ian Traynor, Russia accused of unleashing cyberwar to disable Estonia, su The Guardian, 17 maggio 2007. URL consultato l'11 settembre 2020.
143. ↑   Da Mosca attacco informatico all'Estonia, su Corriere della Sera, 5 maggio 2007. URL consultato l'11 settembre 2020.
144. ↑  (EN) Russia: Ukrainian Insurgent Army members were war criminals, not freedom fighters, su Kyiv Post, 8 ottobre 2009. URL consultato l'11 settembre 2020.
145. ↑   Alexej Iljaševič, 4 conclusioni sull'incontro di Vladimir Putin con il presidente dell'Estonia, su rubaltic.ru, 19 aprile 2019. URL consultato l'11 settembre 2020.
146. ↑  (EN) Meeting with President of Estonia Kersti Kaljulaid, su kremlin.ru, 18 aprile 2019. URL consultato l'11 settembre 2020.
147. ↑  (EN) President Vladimir Putin met with President of Estonia Arnold Ruutel, su kremlin.ru. URL consultato l'11 settembre 2020.
148. 1 2 3  (EN) Estonians Withdrew from Finno-Ugrics, su Kommersant, 30 giugno 2008. URL consultato l'11 settembre 2020 (archiviato dall'url originale il 12 ottobre 2012).
149. ↑  (EN) AP Interview: Estonian leader denies seeking Russia's breakup, says Moscow won't accept past, su vp2006-2016.president.ee, 30 giugno 2008. URL consultato l'11 settembre 2020.
150. ↑  (EN) Estonia president holds first meeting with Putin in years, su France 24, 18 aprile 2019. URL consultato l'11 settembre 2020.
151. ↑  (EN) Estonian president hopes for fresh momentum in relations with Russia, su TASS, 18 aprile 2019. URL consultato il 14 gennaio 2022.
152. ↑  (EN) Presidents Kaljulaid and Putin discuss Estonian-Russian relations in Moscow, su president.ee, 18 aprile 2019. URL consultato l'11 settembre 2020.
153. 1 2 3   Piero Pantaleo, Estonia: Scambio di prigionieri con Mosca, è libero l'agente Kohver, su eastjournal.com, 28 settembre 2015. URL consultato l'11 settembre 2020.
154. ↑  (EN) Liis Kangsepp e Juhana Rossi, Estonia Says Officer Abducted Near Russian Border, su WSJ, 5 settembre 2014. URL consultato l'11 settembre 2020.
155. ↑  (EN) Estonia angry at Russia 'abduction' on border, su BBC News. URL consultato l'11 settembre 2020.
156. ↑  (EN) Danilo Elia, Eston Kohver, Aleksei Dressen e il teatrino sul fiume, su eastwest.eu, 29 settembre 2015. URL consultato l'11 settembre 2020.
157. ↑   Narva, al confine tra Estonia e Russia, su Il Post, 2 febbraio 2019. URL consultato l'11 settembre 2020.
158. ↑   'Alleati' e 'nemici' tra i Paesi, su levada.ru, 14 giugno 2019. URL consultato l'11 settembre 2020.
159. ↑  (EN) Stem Hankewitz, Estonia scores ninth on Russia's top enemies' list, su estonianworld.com. URL consultato il 12 settembre 2020.